# Le Tour de France par deux enfants (film)
Pour plus de détails, voir Fiche technique et Distribution.
Le Tour de France par deux enfants est un film français réalisé par Louis de Carbonnat, sorti en 1924.

## Synopsis
1872. Après l'annexion de l'Alsace-Lorraine par les Allemands, deux jeunes orphelins vont parcourir la France à la recherche de leur oncle.
Le film est découpé en 5 épisodes :
1. Vers la France
2. Monsieur Gertal
3. Les méfaits du Mistral
4. Aidons-nous les uns les autres
5. Le naufrage

## Fiche technique
- Titre original : Le Tour de France par deux enfants
- Réalisation : Louis de Carbonnat
- Scénario d'après Le Tour de la France par deux enfants de G. Bruno
- Photographie : René Guichard
- Production : Louis de Carbonnat
- Société de production : Pathé-Consortium-Cinéma
- Société de distribution : Pathé-Consortium-Cinéma
- Pays de production :  France
- Langue originale : français
- Format : Noir et blanc (teinté) — 35 mm — 1,37:1 — Film muet
- Genre : drame
- Durée : 189 minutes (durée totale)
- Date de sortie : 
  - France : 6 juin 1924

## Distribution
- Grégoire Willy : Julien Volden
- Lucien Legeay : André Volden
- Madame Sapiani : la mère Gertrude
- Gaston Derigal : Frantz Volden
- Claude Bénédict : le pilote Guillaume
- André Davesne : Monsieur Gertal
- Grandet : le père Etienne

## Autour du film
- Une copie du film a été retrouvée à Saint-Étienne par le directeur de la cinémathèque municipale et restaurée par les Archives françaises du film[1].